# 和田靜香
和田 靜香（わだ しずか、1965年7月10日 - ）は、日本のライター、トランス差別反対のフェミニストである。

## 経歴
千葉県生まれ。静岡県沼津市出身。専門学校在学中に就職活動をするも、失敗。20才のときに1985年から大ファンだった音楽評論家・作詞家の湯川れい子のアシスタントになり、6年半勤めたのち、フリーのライターになる。　非フェミニストだった当時は、湯川の子育てと仕事のバランスのに対して、「自分で子どもの面倒も見ないで仕事ばかり」と感じるようになり、「だんだん嫌いになってしまった」と明かしている。本人曰く、50代となった2010年代以降からフェミニズムを知り、フェミニストに目覚めた「遅フェミ」と自認している。それより前は、フェミニズムについて、「自分と関わりがない怖いもの」だと感じていたタイプであった。
2021年に発刊した『時給はいつも最低賃金、これって私のせいですか？ 国会議員に聞いてみた。』『選挙活動、ビラ配りからやってみた。「香川1区」密着日記』（左右社）の2冊は、累計3.6万部を突破した。

## 主張
和田は、トランスジェンダーに対する「差別的言説」がネット上で広がっていると主張している。そして、トランスジェンダーに関する議論の焦点が「公衆トイレ」や「入浴施設」など女性専用空間という一部の論点に偏っているとし、トランスジェンダー当事者の実態に寄り添われていないことに警鐘を鳴らしている。その上で、「無理解から生じる偏見」を避けるためにも、トランスジェンダー当事者の声に基づく資料を読むことの重要性を訴え、反トランス差別ブックレット編集部（青本柚紀、高島鈴、水上文）編『われらはすでに共にある　反トランス差別ブックレット』（現代書館）をオススメ本の一つとして紹介している。

## 著書

### 単著
- 『ワガママな病人vsつかえない医者』(文春文庫) 2007年2月9日
- 『「プロ患者学」入門』（扶桑社文庫）2007年9月28日
- 『コンビニ店員は見たっ！〜レジの裏から日本が見える〜』（ぱる出版）2011年9月15日
- 『音楽に恋をして♪ 評伝・湯川れい子』(朝日新聞出版) 2012年12月20日
- 『東京ロック・バー物語』(シンコーミュージック) 2015年1月29日
- 『おでんの汁にウツを沈めて〜44歳恐る恐るコンビニ店員デビュー』(幻冬舎文庫) 2015年2月10日
- 『スー女のみかた 相撲ってなんて面白い！』（シンコーミュージック）2017年3月31日
- 『時給はいつも最低賃金、これって私のせいですか？ 国会議員に聞いてみた。』（左右社）2021年9月7日
- 『選挙活動、ビラ配りからやってみた。「香川1区」密着日記』（左右社）2021年12月27日
- 『50代で一足遅れてフェミニズムを知った私がひとりで安心して暮らしていくために考えた身近な政治のこと』（左右社）2023年9月27日

### 共著
- 稲葉剛、小林美穂子『コロナ禍の東京を駆ける: 緊急事態宣言下の困窮者支援日記』（岩波書店）2020年11月30日
- 金井真紀『世界のおすもうさん』（岩波書店）2021年3月18日
- 碓井敏正、五野井郁夫、小林節、西郷南海子、醍醐聰、堀有伸、松尾匡、松竹伸幸、宮子あずさ『続・希望の共産党 再生を願って』（あけび書房）2023年9月4日

### 監修
- 『湯川れい子のロック50年―見た!聞いた!会った!世界のスーパースター達』（シンコーミュージック）2005年12月1日

## 出演
- ポリタスTV（MC、YouTube）